# Danny Pintauro
Danny Pintauro (Milltown, 6 de enero de 1976) es un actor estadounidense. Más conocido por sus papeles en la popular comedia estadounidense Who's the Boss? y en la clásica película de terror Cujo (1983). 

## Biografía
Pintauro nació en Milltown, Nueva Jersey; es hijo de Margaret l. y John J. Pintauro, un administrador. En 1994, se retiró de la actuación profesional y asistió a la Universidad del Condado de Middlesex en Edison, Nueva Jersey, y más tarde a la Universidad de Stanford para estudiar inglés y teatro. Se graduó en 2001.

## Carrera actoral
Pintauro apareció en la telenovela As the World Turns, como el original Paul Ryan, y en la película de terror Cujo (1983), como el joven Tad Trenton.
Después, le llegó la popularidad con la exitosa serie de televisión Who's the Boss?, donde interpretaba a Jonathan. La serie se mantuvo casi 8 años en el aire, desde septiembre de 1984 hasta abril de 1992.
Pintauro, luego, se dedicó a su carrera de Artes en la universidad desde 1994. Acto seguido, volvió a los escenarios en obras como The Velocity of Gary. También actuó en The Beniker Gang y The Still Life, y fue estrella invitada en la serie Highway to Heaven y en The Secret Life of the Teenager.

## Vida personal
Pintauro reveló su homosexualidad en 1997 en una entrevista con el tabloide National Enquirer. En octubre de 2015, reconoció públicamente haber contraído el virus del VIH tras practicar sexo oral.